# Zemeljski planet
Zèmeljski planét je planet, ki ima trdno površje, tako kot Zemlja. Površje se v glavnem sestoji iz silikatnih skal. Zemeljski planeti se bistveno razlikujejo od plinskih velikanov, kateri nujno nimajo trdne površine in so sestavljeni večinoma iz vodika, helija in vode v različnih fizikalnih stanjih. Zemeljski planeti imajo v grobem enako zgradbo: središčno kovinsko jedro, večinoma iz železa, ki ga obkroža silikatni plašč. Zemeljska Luna je podobna, vendar nima železnega jedra. Zemeljski planeti imajo kanjone, kraterje, gore in ognjenike.
V Osončju so poleg Zemlje zemeljski planeti še Merkur, Venera in Mars. Nekoč je bilo morda več zemeljskih planetov, vendar jih je večino izvrglo ali pa so bili kako drugače uničeni. Edino en zemeljski planet, Zemlja ima dejavno hidrosfero.
NASA razmišlja o predlaganem projektu sistema daljnogledov z imenom Terrestrial Planet Finder (TPF) (Iskalec zemeljskih planetov), ki bo zmožen zaznati zemeljske planete zunaj našega Osončja v tirih drugih zvezd. Najmanjši zunajosončni planet odkrit do sedaj je Gliese 876 d, ki kroži okoli rdeče pritlikavke z orbitalno periodo 1,94 dneva na razdalji 0,021 astronomske enote, kar je približno desetkratna razdalja Lune od Zemlje. Njegovo maso ocenjujejo na šest do devet Zemeljskih. Ta planet je zelo verjetno zemeljski planet, oziroma superzemlja. Je tudi prvi odkriti planet v naseljivem območju zvezde.